# Tim Verhoeven
Tim Verhoeven ('s-Hertogenbosch, 20 februari 1985) is een Nederlands voormalig voetballer die bij voorkeur als rechtsback speelde, maar ook als vleugelspits of aan de linkerkant uit de voeten kon.

## Carrière
Tim Verhoeven betrad als aanvaller de jeugdopleiding van TOP Oss, maar besloot in 2002 de overstap te maken naar het amateurteam, SV TOP. Een jaar later viel de rappe linksbuiten op in een oefenwedstrijd met zondaghoofdklasser Achilles '29. In 2005 later vertrok de 20-jarige Verhoeven naar de Groesbekers om reistijd te verminderen.

### Achilles '29
Verhoeven zat de eerste paar wedstrijden op de bank, maar stond hierna bijna elke wedstrijd in de basis. Als rechtermiddenvelder werd hij in zijn eerste seizoen kampioen in de Hoofdklasse Zondag C. Op een enkelbreuk in het najaar van 2006 na, miste Verhoeven bijna geen wedstrijden meer voor de Groesbekers door ernstige blessures. Door het vertrek van Pavel Michalevitsj in 2006 vertrok Verhoeven naar de linkshalfpositie. In 2008 won Achilles opnieuw het kampioenschap, in een rechtstreeks duel met aartsrivaal De Treffers (3-2) en werd bovendien de 'dubbel' gehaald met de Districtsbeker Oost. Vanaf het seizoen hierop werd Verhoeven wegens het vertrek van aanvoerder en clubicoon Sip Walraven linksback. Ook was Verhoeven regelmatig rechtsback, als Djimmie van Putten ontbrak.
In 2010 wisten de Groesbekers zich me een vierde positie te plaatsen voor de nieuwe Topklasse Zondag, waarin ze tweede werden achter Verhoevens oude club FC Oss. Verhoeven werd vanaf dit seizoen de vaste rechtsback, nadat Tim Konings was aangetrokken voor de linksbackpositie. In de competitie scoorde Verhoeven twee doelpunten, uit strafschoppen. Wel werd opnieuw de Districtsbeker Oost gewonnen, met benutte penalty's in de reeksen tegen Berkum en N.E.C. bracht hij de Groesbekers naar de finale. In deze finale tegen aartsrivaal De Treffers speelde Verhoeven zijn 200e officiële wedstrijd in dienst van de Witzwarten, hierin scoorde Verhoeven in de achtste minuut met een volley al gelijk de 1-0. De wedstrijd ging uiteindelijk gewonnen met 2-0. Uiteindelijk werd ook de KNVB beker voor amateurs gewonnen. In de landelijke KNVB beker was er ook succes: na FC Oss werd Heracles Almelo met 5-3 verslagen. Verhoeven scoorde in deze wedstrijd twee doelpunten, beide uit een strafschop na overtredingen op Frank Hol. In de achtste finale was RKC Waalwijk na strafschoppen te sterk, in deze reeks nam Verhoeven geen penalty. Dit seizoen werd hij door de supporters van Achilles uitgeroepen tot speler van het jaar.
Een jaar later wonnen de Groesbekers als bekerwinnaar de Super Cup amateurs en het kampioenschap, met ruime voorsprong op Haaglandia. Verhoeven scoorde opnieuw twee keer, maar niet meer via een penalty. Zijn titel als vaste penaltynemer verloor hij aan Daniël van Straaten. In de strijd om het landskampioenschap werd Spakenburg door treffers van Frank Hol, Thijs Hendriks en Daan Paau met 3-0 en 2-0 verslagen. In de landelijke beker was er opnieuw succes: Telstar werd na penalty's verslagen. In deze reeks scoorde Verhoeven echter niet, evenals zes anderen (2-1). Vervolgens werd MVV Maastricht verslagen alvorens N.E.C. in de achtste finale te sterk was.
In het zevende seizoen van Verhoeven bij Achilles '29 werden opnieuw de Super Cup voor amateurs en de Topklasse-titel veroverd. Verhoeven wist dit jaar niet te scoren in de competitie, maar speelde wel als enige alle Topklassewedstrijden. Hij miste slechts twee wedstrijden, allebei in de Districtsbeker Oost. Het landskampioenschap ging dit jaar verloren van Katwijk (0-0, 0-3) en ook in de Districtsbeker waren de Groesbekers niet de winnaar, maar aartsrivaal De Treffers. In de landelijke beker ging Achilles in de tweede ronde ternauwernood onderuit tegen PSV (2-3).
In 2013 promoveerde Achilles '29 naar de Eerste Divisie. Verhoeven maakte hierin zijn debuut op 3 augustus bij FC Emmen en startte ook de zevende hieropvolgende wedstrijden als rechtsback. In de uitwedstrijd tegen Telstar (4-0 verlies) werd Verhoeven voortijdig naar de kant gehaald. De vier wedstrijden hierna startte hij als linksback vanwege blessures bij Tim Konings, Migiel Zeller en Nicky van der Groes. Hierdoor debuteerde Kay Thomassen voor het eerste elftal van Achilles, als vervanger van Verhoeven als rechtsback. Ook de twee volgende wedstrijden was Verhoeven linksback, totdat hij door de terugkeer van Van de Groes tegen Willem II weer naar de rechterkant verhuisde. Een week later moest hij als kaakchirurg dienst draaien in het UMC St Radboud, waardoor hij de wedstrijd tegen Fortuna Sittard moest laten schieten, het was pas de tweede keer in vier seizoenen dat Verhoeven een wedstrijd miste. In de bekerwedstrijd tegen AZ was hij wel weer beschikbaar. In de verloren wedstrijd tegen nota bene zijn oude ploeg FC Oss (1-4) stond Verhoeven voor de 300e keer op het veld in een officiële wedstrijd van Achilles. Door de blessure van Twan Smits mocht hij dit doen als aanvoerder. Na de wedstrijd tegen Fortuna speelde Verhoeven 'gewoon' weer alle wedstrijden, allemaal als basisspeler. Hij maakte ook maar één keer niet de 90 minuten vol, op 21 december tegen Jong FC Twente werd hij een minuut voor tijd naar de kant gehaald. In totaal kwam hij tot 39 wedstrijden, 37 in de competitie en twee in bekerverband.
Verhoeven, die doorgaans een zekerheid was en nooit een wedstrijd miste, werd aan het begin van het seizoen 2014/15 gepasseerd ten faveure van nieuweling Mehmet Dingil. Door een blessure bij Tim Konings keerde hij twee weken later wel terug in de basis en op de wedstrijd tegen FC Eindhoven na, stond hij hier ook alle volgende wedstrijden weer, zij het afwisselend als links- of rechtsback. Op 28 september 2014 werd zijn voorzet na zes minuten spelen door Kürşad Sürmeli tot doelpunt gepromoveerd in de uitwedstrijd tegen RKC Waalwijk (0-4). In de wedstrijd op bezoek bij Roda JC Kerkrade (3-0) op 3 april 2015 scoorde hij de openingstreffer door middel van een eigen doelpunt. Op 12 februari 2015 werd bekend dat Verhoeven na het lopende seizoen afscheid zou nemen bij Achilles omdat hij het voetballen op niveau niet meer kon combineren met zijn baan als kaakchirurg. Voorafgaand aan de laatste wedstrijd van het seizoen en daarmee Verhoevens allerlaatste wedstrijd in het shirt van Achilles '29 werd Verhoeven bedankt voor alle bewezen diensten. Met 355 officiële wedstrijden voor de club is hij de speler met de meeste wedstrijden voor de club sinds clubicoon Geert Derks in de jaren 50 en 60. Een minuut voor tijd kreeg hij een publiekswissel en een staande ovatie van de aanwezigen op Sportpark De Heikant.
Verhoeven ging voor derdeklasser VV Trekvogels spelen. In het seizoen 2016/17 speelde hij in de Derde divisie voor Juliana '31. In 2017 stopte hij met voetballen.

## Trivia
- Buiten het voetbal is Verhoeven inmiddels kaakchirurg. In 2013 behaalde hij zijn diploma als tandarts en begon hij aan zijn specialisatie tot kaakchirurg. Op dit moment is hij een fellow die zich specialiseert in oncologie.
- Vanwege zijn studie moest Verhoeven op 26 oktober 2013 dienst draaien in het Radboudziekenhuis in Nijmegen waardoor hij de wedstrijd tegen Fortuna Sittard miste.

## Erelijst
Achilles '29
- Zondag Hoofdklasse C: 2006, 2008
- Topklasse Zondag: 2012, 2013
- Algemeen amateurkampioenschap: 2012
- Districtsbeker Oost: 2008, 2011
- KNVB beker voor amateurs: 2011
- Super Cup amateurs: 2011, 2012
- Gelders sportploeg van het jaar: 2012